# 第4艦隊 (アメリカ軍)
第4艦隊（だい4かんたい、英: Fourth Fleet）は、アメリカ海軍が有する序数艦隊（ナンバード・フリート）の1つ。他の艦隊と共に1943年に編成され、第二次世界大戦時は南大西洋で船団護衛を主に運用された。1950年までに第2艦隊に吸収された。
2008年4月24日、58年ぶりに第4艦隊が再創設される事が発表された。第4艦隊は部隊管理系統では艦隊総軍の下に属し、作戦指揮系統では南方軍(SOUTHCOM)の海軍構成部隊「南方海軍」（U.S. Naval Forces Southern Command、USNAVSO）として、中南米海域における各種事態に備えた作戦、麻薬取締り、各国との共同作戦を展開する任務を与えられた。
司令部は、南方海軍司令部が置かれるフロリダ州ジャクソンヴィルのメイポート海軍補給基地に置かれ、2008年7月1日に正式に発足した。なお、司令官ポストについては、従来のナンバード・フリートの各艦隊が中将（3つ星）をもって充てていたのに対し、第4艦隊では初代司令官のジョゼフ・カーナン少将以来、現在に至るまで少将（2つ星）が充てられている。

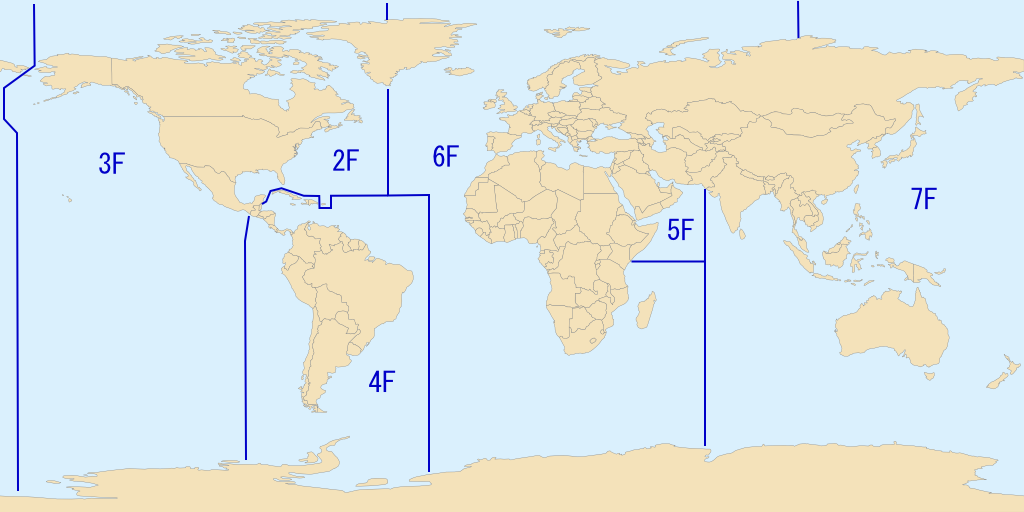
担当範囲(4F) 2009年時点

## 歴代指揮官

### 1950年まで
- ジョナス・H・イングラム Jonas H. Ingram 海軍大将：1943年 - 1944年11月
- ウィリアム・R・マンロー William R. Munroe 海軍中将：1944年11月 - 1945年
- トーマス・クーリー Thomas Cooley ：1945年 - 1946年中旬
- ダニエル・E・バービー Daniel E. Barbey 海軍中将：1946年9月 - 1947年3月
- チャールズ・マクモリス Charles McMorris 海軍中将：1947年中旬 - 1948年7月

### 2008年以降
- ジョゼフ・D・カーナン Joseph D. Kernan 海軍少将：2008年7月1日 - 2009年6月12日
- ヴィクター・G・ギロリー Victor G. Guillory 海軍少将：2009年6月12日 - 2011年8月5日
- カート・W・ティッド Kurt W. Tidd 海軍少将：2011年8月5日 - 2012年6月22日
- シンクレア・M・ハリス Sinclair M. Harris 海軍少将：2012年6月22日 - 2014年4月17日
- ジョージ・W・バランス George W. Ballance 海軍少将：2014年4月17日 - 2016年8月12日
- ショーン・S・バック Sean S. Buck 海軍少将：2016年8月12日 - 2019年5月21日
- ドナルド・D・ガブリエルソン Donald D. Gabrielson 海軍少将：2019年5月21日 -